# Isaac C. Singleton Jr.
Isaac Charles Singleton Jr. (Melbourne, 11 ottobre 1967) è un attore statunitense, famoso per i suoi ruoli in film come La maledizione della prima luna (2003) e Deadpool (2016).

## Filmografia

### Cinema
- Galaxy Quest, regia di Dean Parisot (1999)
- Charlie's Angels, regia di McG (2000)
- Planet of the Apes - Il pianeta delle scimmie (Planet of the Apes), regia di Tim Burton (2001)
- Terapia d'urto (Anger Management), regia di Peter Segal (2003)
- La maledizione della prima luna (Pirates of the Caribbean: The Curse of the Black Pearl), regia di Gore Verbinski (2003)
- Breaking Dawn, regia di Mark Edwin Robinson (2004)
- 2001 Maniacs, regia di Tim Sullivan (2005)
- Bullet, regia di Nick Lyon (2014)
- Deadpool, regia di Tim Miller (2016)

### Televisione
- Shelby Woo, indagini al computer (The Mystery Files of Shelby Woo) - serie TV, 1 episodio (1997)
- X-Files (The X-Files) - serie TV, episodio 6x03 (1998)
- Sabrina, vita da strega (Sabrina, the Teenage Witch) - serie TV, 1 episodio (1999)
- Più forte ragazzi (Martial Law) - TV, 1 episodio (1999)
- Crossing Jordan - serie TV, 1 episodio (2001)
- Hellsing - serie TV, 1 episodio (2003)
- The Sarah Silverman Program - serie TV, 1 episodio (2008)
- Bones - serie TV, 1 episodio (2017)
- Criminal Minds - serie TV, 1 episodio (2017)

## Doppiatori italiani
Nelle versioni in lingua italiana dei suoi lavori, Isaac C. Singleton Jr. è stato doppiato da:
- Paolo Marchese in X-Files
- Mario Bombardieri in Pirati dei caraibi - La maledizione della prima luna
- Manfredi Aliquò in Deadpool
- Alessandro Ballico in Criminal Minds